# Monoloxis
Monoloxis é um gênero de mariposa pertencente à família Crambidae.